# Tractat de Gisors (1180)
El tractat de Gisors de 1180 fou un tractat d'assistència defensiva i ofensiva signat a Gisors el 28 de juny de 1180 entre Felip August de França d'un costat i Enric II d'Anglaterra Plantagenet de l'altra.